# Danto Sugiyama
Danto Sugiyama (杉山 弾斗 Sugiyama Danto?), född 20 maj 1999 i Tokyo prefektur, är en japansk fotbollsspelare.
Sugiyama började sin karriär 2018 i JEF United Chiba. 2019 flyttade han till Kataller Toyama.